# خوان كارلوس باغليتو
خوان كارلوس باغليتو (14 يونيو 1956 في روساريو، الأرجنتين) هو موسيقي أرجنتيني، يقوم بالغناء والتأليف، ويعتبر أيقونة من أيقونات حركة تروفا روساريو وتعني البحث عن روساريو (بالإسبانية: )‏، وهي حركة جمعت جيلا من الموسيقيين الشهيرين في البلاد من مدينة روساريو في الأصل. حيث اشتهرت هذه الحركة خلال الثمانيات من خلال موسيقى الروك التي كانت تقدمها على طريقة الموسيقى التقليدية الأرجنتينية وموسيقى تانجو.

## ديسكوغرافيا
- 2015: بطاقات بريدية من العالم الجديد (بالإسبانية: Postales del Nuevo Mundo)‏
- 2012: الكلاسيكية والصوتية (بالإسبانية: Clásicos y acústicos)‏
- 2006: أنت تعرف من (بالإسبانية: Sabe quién)‏
- 2003: أكبر النجاحات (بالإسبانية: Grandes éxitos)‏
- 2002: ماذا تفعل في هذه الأرض المحروقة غير الغناء (بالإسبانية: Qué más hacer en esta tierra incendiada sino cantar)‏
- 2000: لا تنسى (بالإسبانية: No olvides)‏
- 1999: بطاقات بريدية للروح (بالإسبانية: Postales del alma)‏
- 1999: مجموعة الذكرى السنوية (بالإسبانية: Colección aniversario)‏
- 1998: 15 سنة (بالإسبانية: 15 Años)‏
- 1996: كويتابيناس لوز (بالإسبانية: Luz quitapenas)‏
- 1995: باغليتو، أفضل من الأفضل (بالإسبانية: Baglietto, lo mejor de los mejores)‏
- 1995: باييز/باغليتو باغليتو/باييز (بالإسبانية: Páez/Baglietto Baglietto/Páez)‏
- 1993: قلب القارب (بالإسبانية: Corazón de barco)‏
- 1991: بطاقات بريدية من العالم (بالإسبانية: Postales de este lado del mundo)‏
- 1990: ساعدني في البحث (بالإسبانية: Ayúdame a mirar)‏

## جوائز
- جوائز كونكس 1985: شهادة الجدارة كواحد ضمن أعضم 5 مغنيين في الروك.
- جمعية كونكس 1990: منح شهادة ثانية كأفضل مغني بوب/بالادا
- جائزة غرامي اللاتينية 2000: عن ديو باغليتو وفيتالي في أغنية بطاقات بريدية للروح  (بالإسبانية: Postales del alma)‏ كأفضل أغنية في صنف تانغو، الجائزة سُلِمَت في سبتمبر في لوس أنجلوس، لكنه اعتذر عن حضور الحفل بسبب جولته الفنية الداخلية في تلك الفترة.